# Robert Volkmann
Robert Volkmann (Lommatzsch, Saxònia, Alemanya, 6 de maig de 1815 - Budapest, Hongria, 30 d'octubre de 1883) fou un compositor i professor de música alemany.
Fill d'un músic, aprengué amb ell la teoria, piano i orgue, i amb un altre professor diversos instruments. Finalment fou deixeble de Robert Becker a Leipzig. Ensems les seves facultats naturals reberen un impuls extraordinari per la seva amistat amb Robert Schumann, l'estil del qual es reflecteix en les seves obres.
Ja el 1839 marxà cap a Praga com a mestre de música, d'on passà el 1842 a Budapest i el 1854 a Viena, tornant el 1858 a la capital d'Hongria, on passà la resta de la seva vida i fou professor d'harmonia i contrapunt de l'Acadèmia Nacional, on va tenir entre altres alumnes els compositors hongaresos Vavrinecz Mauritius, Jakab Gyula Major i l'alemany Benno Schoenberger i Géza Graf Zichy.

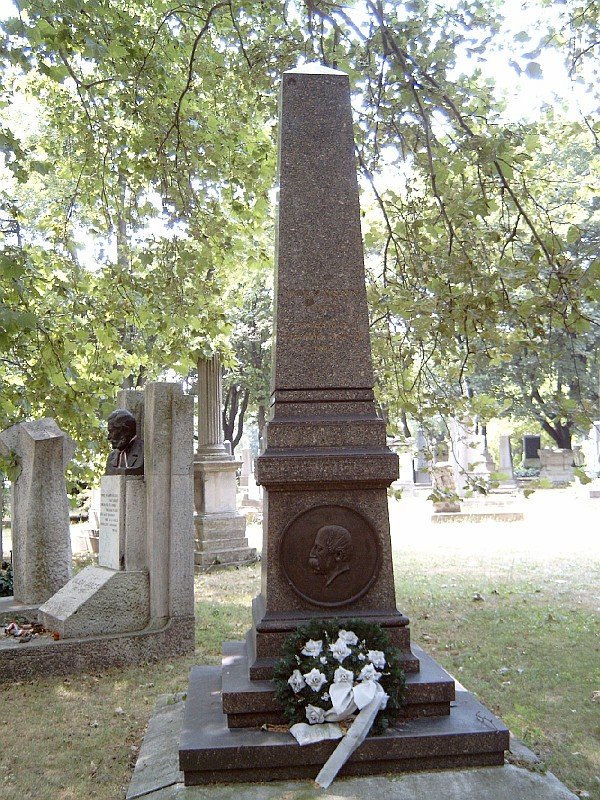
Tomba a Budapest de Robert Volkmann

Dotat d'una gran fecunditat, abordà tots els generes, a excepció del dramàtic, i produí una considerable quantitat d'obres, entre les quals cal mencionar: dues simfonies en re menor i en si bemoll major; tres serenates per a instruments d'arc; sis quartets per a instruments d'arc; l'obertura Ricard III i una altra obertura pel jubileu del Conservatori de Budapest, que figuren entre les seves millors composicions; dos trios; un concert per a violoncel estrenat el 1857 per Karl Schlesinger; una romança per a violoncel i una altra per a violí i piano; una rapsòdia per a piano i violí; dues sonatines per aquests instruments; un concert per a piano i orquestra; marxes, variacions, capricis, peces característiques, etc., per a piano, com també diverses obres d'orquestra i música de cambra.
En el gènere vocal també deixà nombroses composicions:
- Dues Misses per a veus d'home
- Tres cants religiosos per a cor mixt
- Ofertoris per a cors, sols i orquestra
- Lieder per a cor d'homes
- Dos cants nupcials per a cor mixt
- An die Nacht: per a contralt amb orquestra
- Sappho: escena dramàtica per a soprano
- Kirchenarie: per a baix amb acompanyament d'orquestra d'arc i una flauta, així un gran nombre de lieder

Finalment, harmonitzà diversos cants alemanys antics.